# Bend and Break
"Bend and Break" là một ca khúc được trình diễn và sáng tác bởi ban nhạc rock Anh quốc Keane và được phát hành làm đĩa đơn thứ 6 và cuối cùng từ album đầu tay của họ Hopes and Fears. Đây cũng là đĩa đơn thứ 10 của họ. Đĩa đơn này chỉ được phát hành ở một vài quốc gia châu Âu (không có Anh) như Đức và Áo, tương tự như đĩa đơn năm 2007 là "Try Again". Đĩa đơn bao gồm "Bend and Break", "On a Day Like Today" và một phiên bản live của "Allemande", cũng như "Bend and Break" live videoclip. "Bend and Break" là ca khúc ưa thích nhất của tay trống Richard Hughes. Đây cũng là đĩa đơn cuối cùng sử dụng kiểu chữ Cochin, kiểu chữ được sử dụng trong thời kỳ "Hopes and Fears".
Nghệ sĩ dòng nhạc trance của Anh là Chicane đã sử dụng một mẫu của ca khúc này trong album phát hành 2006 Wake Up.

## Sáng tác
Được sáng tác bởi Tim Rice-Oxley năm 2001 khi nó được chơi lần đầu tiên tại các quán bar nơi họ thường biểu diễn. Bản demo đầu tiên hầu như giống với phiên bản album, nhưng với một phần hát bổ sung ở đoạn bridge, tương tư đoạn trong điệp khúc cuối cùng của "Somewhere Only We Know". Nó được thu âm giống như hầu hết các ca khúc của Keane tại Helioscentric Studios, Rye, East Sussex.

## Thông tin
- Đô dài: 3:39
- Tốc độ: 134 bpm
- Khóa: E (trưởng)
- Nhịp: C 4/4

## Danh sách ca khúc
1. Bend and Break
2. On a Day Like Today
3. Allemande (Live)
4. Bend and Break (live video)

## Vị trí trên bảng xếp hạng
| Top 40 Hà Lan | 27 |
| Đức           | 95 |